# Šilutė
Šilutė (lyssna (fil), före 1923: Šilokarčiama, tyska: Heydekrug) är en stad i Klaipėda län i västra Litauen. Den ligger cirka 46 kilometer sydost om Klaipėda. Staden hade 15 952 invånare vid folkräkningen år 2021. Šilutė var fram till år 1945 en del av Memelland, Tyskland. Den är huvudort i Šilutė landskommun.

## Demografi
| År   | Folkmängd |
| ---- | --------- |
| 1989 | 21 179    |
| 2001 | 21 476    |
| 2011 | 17 775    |
| 2021 | 15 952    |

## Sport
- FK Šilutė (fotbollsklubb)